# Le Petit Duc (opéra-comique)
Pour les articles homonymes, voir Le Petit Duc.
Le Petit Duc est un opéra-comique en trois actes de Charles Lecocq, livret de Henri Meilhac et Ludovic Halévy, créé au Théâtre de la Renaissance à Paris, le 25 janvier 1878.

## Historique
L'opéra a été présenté pour la première fois le 25 janvier 1878, à Paris, monté par Victor Koning, et a été repris lors des saisons de 1879, 1881 et 1883 avec Jeanne Granier. La création a confirmé la célébrité de Jeanne Granier et a été un grand succès financier pour le théâtre, dont la recette s'est élevée à 6 000 francs par soirée.
Il a été remonté à Paris au Théâtre Eden en 1888 (avec Granier et Dupuis), aux Bouffes-Parisiens en 1897 et au Théâtre des Variétés en 1904. Il a continué à être joué régulièrement en France jusqu'à la Seconde Guerre mondiale.
L'opéra a d'abord été joué à Londres le 27 avril 1878, ainsi qu'en 1881. Sa popularité était telle qu'en 1878, il a également été créé à Vienne, Berlin, Prague, Bruxelles, Amsterdam, Stockholm, Madrid, Turin et Budapest. New York (et le Mexique) ont vu la pièce pour la première fois en mars mars 1879, avec d'autres productions en Amérique jusqu'à 1896.
Dans la période plus récente, l'opéra a été plus rarement donné. Cependant, il a été joué à Roubaix en 1975 au Théâtre Pierre de Roubaix dans une mise en scène de Paul Cognet, avec Michel Dens, Régis Willem et Mireille Laurent.

## Rôles
| Rôle                          | Voix          | Distribution lors de la création, le 25 janvier 1878 (Chef: Raoul Madier de Montjau) |
| ----------------------------- | ------------- | ------------------------------------------------------------------------------------ |
| Duc de Parthenay              | soprano       | Jeanne Granier                                                                       |
| Duchesse Blanche de Parthenay | soprano       | Mily-Meyer                                                                           |
| Diane de Château-Lansac       | mezzo-soprano | Marie Desclauzas                                                                     |
| Frimousse                     | ténor         | Jean Berthelier                                                                      |
| Montlandry                    | baryton       | Eugène Vauthier                                                                      |
| La Roche-Tonnerre             | soprano       | Léa d’Asco                                                                           |
| Navaille                      | ténor         | Urbain                                                                               |
| Bernard                       |               | Caliste                                                                              |
| Monchevrier                   |               | Elim                                                                                 |
| Tanneville                    |               | Bovet                                                                                |
| Champvallier                  |               | Hervier                                                                              |
| Mérignac                      |               | Deberg                                                                               |
| Nancey                        |               | Desclos                                                                              |
| Pontgrivard                   |               | Duchosal                                                                             |
| Champlâtre                    | soprano       | Piccolo                                                                              |
| Julien                        |               | Panseron                                                                             |
| Henri                         |               | Ribe                                                                                 |
| Hélène                        |               | Lasselin                                                                             |
| Gontran                       |               | Dianie                                                                               |
| Gaston                        |               | Davenay                                                                              |
| Saint Anémoine                | mezzo-soprano |                                                                                      |
| Courtiers, soldats, élèves    |               |                                                                                      |

## Synopsis
Le premier acte de l'opéra se déroule dans le salon de l'Œil-de-bœuf à Versailles. Le duc Raoul de Parthenay âgé de dix-huit ans, vient d'épouser Blanche de Cambry, la jeune fille d'une riche famille. Le roi a ordonné qu'ils soient séparés. La duchesse ira à Lunéville au couvent des jeunes filles nobles et le duc devra poursuivre son éducation sous la direction de son précepteur, le sieur Frimousse, et de son gouverneur militaire, le capitaine Montlandry. Les deux jeunes époux souhaitent éviter cette séparation, car ils s'aiment. Parthenay, qui est colonel, se met à la tête de son régiment et se dirige vers Lunéville.
Le second acte se passe dans le couvent des demoiselles nobles, dirigé par Mme Diane de Château-Lansac et où Frimousse s'est fait engager comme professeur. La directrice annonce que le régiment de Parthenay entoure l'école. Le petit duc se déguise en paysanne, réussit à entrer dans l'école et à revoir son épouse qu'il souhaite faire sortir, pendant que ses hommes établissent le siège du bâtiment. Au loin tonne le canon. La directrice découvre Parthenay, lui apprend que la guerre a éclaté à la frontière. Lui et ses hommes sont obligés de partir, avec Frimousse, qui est sorti de sa cachette pour aller avec eux.
Le troisième acte se déroule dans un camp près du champ de bataille. Le régiment du duc arrive à temps pour aider les troupes françaises à être victorieuses. Revenant à sa tente, le petit duc découvre Blanche, qui s'est enfuie de l'école. En récompense de son action, il est autorisé à rester avec sa femme et est chargé d'aller à Versailles pour annoncer au Roi la victoire.

## Enregistrements
Un enregistrement de treize extraits a été fait au Théâtre des Champs-Élysées à Paris in 1953 avec Nadine Renaux, Liliane Berton, Willy Clément (en), René Hérent and Freda Betti, dirigé par Jules Gressier, ainsi qu'un autre, en 1969, dirigé par André Grassi, avec Jean Giraudeau et André Jobin.